# Andrea Butenschön
Andrea Butenschön (* 11. September 1866; † 24. April 1948) war eine schwedische Schriftstellerin, Orientalistin und Übersetzerin.

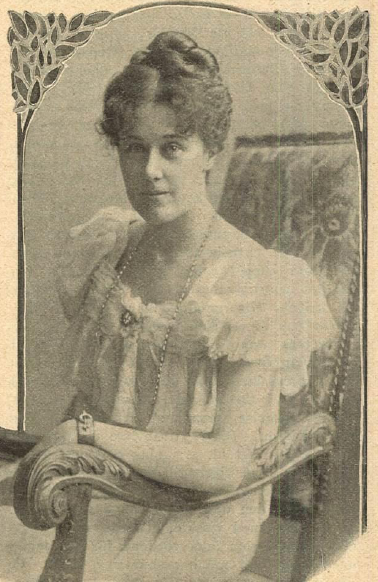
Andrea Butenschön im Magazin Idun (1902)

## Leben
Väterlicherseits stammte ihre Familie aus Deutschland. Ihre Kindheit verbrachte sie auf dem Gut ihres Vaters am Aspenäs-See in Schweden. Das Bedürfnis zu schreiben fühlte sie schon als Kind. Nach dem Hausunterricht bei einer Gouvernante besuchte Andrea Butenschön einige Jahre die Schule von Fräulein Jacquette Virgin in Göteborg. Dann zog sie nach Stockholm, um dort in der Wallinska Skolan für Mädchen zu studieren. Hier wurde sie Schülerin der schwedischen Feministin und Autorin Ellen Fries, der ersten Frau in Schweden mit Doktortitel (1883). Mit dieser Lehrerin verband Butenschön eine tiefe Freundschaft. Auf Anraten von Ellen Fries verbrachte sie einen Winter in Paris, wo sie Vorlesungen an der Sorbonne und dem Collège de France besuchte.
1890–1891 machte sie eine Reise nach Indien, besuchte Bombay, Baroda, Ahmedabad, Jaipur, Delhi, Agra, Lucknow, Varanasi, Kalkutta, Darjeeling und Ceylon. Auf der Reise lernte sie Repräsentanten der indischen Kultur kennen.
Im Herbst 1892 fing sie an, in London Sanskrit zu studieren. Wie Butenschön selbst meinte, wurde ihre Entscheidung, Sanskrit zu studieren, von einem Buch von Ram Mohan Roy beeinflusst. Im Herbst 1893 studierte sie Sanskrit weiter an der Sorbonne, wo sie drei Semester blieb. Hier war sie die erste Frau, die dieses Fach studierte. Mit Unterstützung von zwei prominenten Orientalisten, Sylvain Lévi und James Darmesteter, wurde sie in die Société asiatique eingeführt, unter deren 225 Mitgliedern nur 3 Frauen waren.
Aus gesundheitlichen Gründen musste sie ihr Studium unterbrechen, aber in Schweden, wo sie den Winter 1895–1896 verbrachte, studierte  Butenschön Sanskrit zusammen mit der qualifizierten Sanskritgelehrten Lucy Peacock. 1897 bis 1898 studierte sie in Kiel bei den Professoren Hermann Oldenberg und Paul Deussen weiter.
Andrea Butenschön arbeitete für die Zeitschriften "Ord och Bild", "Dagny" und in der Zeitung "Idun".
Sie übersetzte "Gitanjali" von Rabindranath Tagore, für das er im Jahr 1913 den Literatur-Nobelpreis erhielt, im selben Jahr ins Schwedische.

## Werke
- 1894 – "Taj Mahal" – Gedicht, mit Illustrationen von Julius Wengel.
- 1898 – "Tattaren och hans son" – "Zigeuner  und sein Sohn" – Eine Sammlung literarischer Skizzen.
- 1898 – "Tattaren och hon" – "Zigeuner und sie".
- 1902 – "Katha Upanishad" – (Übersetzung eines Teiles der Upanischaden aus dem Sanskrit).
- 1905 – "Walt Whitman" (Essay mit Gedichtübersetzungen).
- 1909 – "För länge sedan" – "Vor langen Zeit", ein Spiel in 3 Akten.
- 1913 – "Gitanjali (Sångoffer)" –  "Gitanjali" (Sangesopfer) von Rabindranath Tagore (übersetzt aus dem Englischen).
- 1927 – "Jahanara Begam. En indisk kejsardotter." – "Jahanara Begum. Eine indische Prinzessin" (historischer Roman auf Schwedisch).
- 1931 – "The Life of a Mogul Princess Jahanara Begum: Daughter of Shahjahan" – "Das Leben der Mogulprinzessin Jahanara Begum,  Tochter von Shahjahan" (historischer Roman auf Englisch).